# Joaquim Biosca i Vila
Joaquim Biosca i Vila (Barcelona, 10 de febrer de 1881 - Barcelona, 28 de setembre de 1932) fou un pintor i especialment dibuixant català.

## Biografia
Va néixer al carrer Comtal de Barcelona, fill de Joaquim Biosca i Carreras, natural de Sant Sadurní d'Anoia, i de Consol Viola i Dardé, nascuda a Barcelona. Va ser inscrit amb els noms de Joaquim, Aleix i Salvador.
Fou membre del grup conegut com a Els Negres. Influenciat pel pintor Isidre Nonell, pintava obres on es remarcava els aspectes més miserables de la humanitat. També va pintar, com Nonell, gitanes. Va viure una temporada a França, on es va fer amic de Filippo Tommaso Marinetti. Durant un període va compartir estudi a Barcelona amb Pablo Picasso.
Va morir al seu domicili de Barcelona a finals de setembre de 1932.
El 1967 l'Ajuntament de Barcelona li dedicà una exposició antològica al Palau de la Virreina.